# Vriesea rubyae
Vriesea rubyae là một loài thuộc chi Vriesea. Đây là loài đặc hữu của Brasil.